# Henry Knighton
Henry Knighton (ou Knyghton; morto em 1396, na Inglaterra) foi um cônego agostiniano da abadia de Santa Maria dos Prados, Leicester, Inglaterra, e um historiador eclesiástico (cronista) que escreveu uma história da Inglaterra desde a conquista normanda até 1396, considerado o ano em que morreu.

## Vida
Informações biográficas sobre sua vida provêm principalmente de sua crônica, cujo nome nos três primeiros livros é mostrado como HENRICVS CNITTON. Pensa-se que seu nome indica que veio de Knighton, uma vila a duas milhas ao sul de Leicester. Era um cônego na abadia "Santa Maria dos Prados" antes de 1363, pois foi registrado estando presente durante uma visita do rei Eduardo III. Esteve na abadia por mais 33 anos e, em seus escritos, incluía detalhes consideráveis sobre o bem-estar econômico da abadia. A igreja agostiniana, onde recebeu o sacerdócio, era uma das mais ricas da Inglaterra e ficava no extremo norte de Leicester, no que hoje é a Abbey Park.
Knighton era um defensor do rei Eduardo III e escreveu bem sobre ele, embora a historiadora Louisa D. Duls o rotule como um membro da escola de "detratores lancastrianos de Ricardo". Chamou cinco dos conselheiros de confiança do rei Ricardo II – Robert de Vere, Alexander Neville (arcebispo de Iorque), sir Michael de la Pole, 1º conde de Suffolk (lorde chanceler), sir Robert Tresilian (chefe de justiça do banco do rei) e Sir Nicholas Brembre – de "os cinco maus sedutores do rei" (quinque nephandi seductores regis).
Viveu no mesmo período que John Wycliffe e tinha conhecimento pessoal dele quando foi para Oxford quando este era um mestre. No entanto, não estava diretamente associado a Wycliffe nem ao Lollardismo (ou "Wycliffitas", seguidores das filosofias dele). Foi o primeiro historiador do Lollardismo. Escreveu que aqueles que expressavam reclamações da Igreja e ecoavam os princípios de Wycliffe em 1382, estando, portanto, associados aos princípios do Lollardismo, eram todos os homens no Reino da Inglaterra.
Não se importava com as doutrinas de reforma da igreja de Wycliffe ou com os Lollards como ameaças de seu modo de vida. Respeitava o reformador, embora como um acadêmico, escrevendo que ele era um clérigo e filósofo eclesiástico famoso e muito importante da época.